# Pselaphodes elongatus
Pselaphodes elongatus – gatunek chrząszcza z rodziny kusakowatych i podrodziny marników. Występuje endemicznie w Chinach.
Gatunek ten opisali po raz pierwszy w 2018 roku Hunag Mengchi, Yin Ziwei i Li Lizhen na łamach Acta Entomologica Musei Nationalis Pragae. Jako miejsce typowe wskazano Rezerwat przyrody Daweishan w chińskiej prowincji Junnan, od którego to wzięto epitet gatunkowy. Holotyp zdeponowano w Zbiorze Owadów Shanghai Shifan Daxue.
Chrząszcz ten osiąga od 2,45 do 2,74 mm długości i od 0,95 do 0,98 mm szerokości ciała. Ubarwienie ma rudobrązowe. Głowa jest tak długa jak szeroka. Oczy złożone buduje u samca około 35, a u samicy około 25 omatidiów. Czułki buduje jedenaście członów, z których trzy ostatnie są powiększone, a u samca człon jedenasty jest ponadto silnie przewężony. Przedplecze jest nieco szersze niż dłuższe, o zaokrąglonych krawędziach przednio-bocznych. Pokrywy są szersze niż dłuższe. Zapiersie (metawentryt) u samców ma szerokie i u wierzchołka zwężone wyrostki. Odnóża przedniej pary mają po małym kolcu na brzusznej stronie krętarzy, po ostrym kolcu na spodzie silnie obrzeżonych ud oraz po tępym i wyraźnym wyrostku na szczycie goleni. Środkowa para odnóży ma po małym kolcu na spodzie krętarzy. Tylna para bioder ma krótkie i tępe wyrostki brzuszne. Odwłok jest u nasady szeroki i z tyłu zwężony. Genitalia samca mają środkowy płat edeagusa szeroki i asymetryczny, a endofallus zawierający jeden krótki i jeden podłużny i zakrzywiony skleryt.
Owad ten jest endemitem Chin, znanym tylko z miejsca typowego w prowincji Junnan. Spotykany był na rzędnej 2124 m n.p.m.